# Calamus javensis
Calamus javensis är en enhjärtbladig växtart som beskrevs av Carl Ludwig von Blume. Calamus javensis ingår i släktet Calamus och familjen Arecaceae. Inga underarter finns listade i Catalogue of Life.